# Vlucht HS13
Vlucht HS13 was een Nederlandse dramaserie uitgezonden door KRO-NCRV op NPO 3. De hoofdrollen werden vertolkt door Katja Schuurman, Daniël Boissevain en Jeroen Spitzenberger.

## Geschiedenis
De eerste (dubbele) aflevering werd uitgezonden op 4 september 2016 en trok 774.000 kijkers, de tweede aflevering 832.000. Naar de derde aflevering keken 778.000 mensen en naar de vierde aflevering keken 868.000 mensen. Uniek aan Vlucht HS13 is dat er via Facebook Messenger (met behulp van een chatbot) een extra verhaallijn aan de serie is toegevoegd en het publiek met een van de personages, Kevin, kan chatten om meer te weten te komen over de verdwijning van Simon, gespeeld door Daniël Boissevain. De KRO-NCRV is de eerste omroep in Nederland die experimenteert met de inzet van een chatbot.
In augustus 2018 werd de serie herhaald.

## Rolverdeling
| Acteur               | Personage                     |
| -------------------- | ----------------------------- |
| Katja Schuurman      | Liv Kraamer-Vermeer           |
| Daniël Boissevain    | Simon Kraamer                 |
| Jeroen Spitzenberger | Haje Kraamer                  |
| Annelies Appelhof    | Alexandra "Alex" Reisel       |
| Reinout Bussemaker   | Erik Kraamer                  |
| Roos Ouwehand        | Marieke Kraamer-de Bruin      |
| Ali Ben Horsting     | Kevin Bouwman                 |
| Sachli Gholamalizad  | Leyla Melakki-Farinaz         |
| Tygo Jansen          | Mart Kraamer                  |
| Alan Yadegarian      | Majid Melakki                 |
| Tiam Igehie          | Omid/Nawid Melakki            |
| Jasper van Beusekom  | Frank                         |
| Gijs de Lange        | Pierre Scheffers              |
| Aus Greidanus jr.    | Hoofdinspecteur Ronald Zwiers |
| Arash Jabbari        | Arash                         |
| Tijn Docter          | Psycholoog Joost              |
| Mandy Stip-Akhbar    | Nadia Alavi                   |
| Milena Haverkamp     | Ludmila Sudoholskaja          |
| Houshang Ranjbar     | Bahram                        |
| Rozanne de Bont      | Lieke Weber                   |
| Maarten Heijmans     | Martijn Kesking               |
| Nader Farman         | Nader                         |
| Hossein Andalibi     | Fahrad                        |

## Afleveringen
| Afl. | Titel                       | Uitzenddatum      | Kijkcijfers | Uitzenddatum     | Kijkcijfers |
| ---- | --------------------------- | ----------------- | ----------- | ---------------- | ----------- |
| 1    | Crash                       | 4 september 2016  | 774.000     | 13 augustus 2018 | 54.000      |
| 2    | Waar is Simon?              | 4 september 2016  | 774.000     | 13 augustus 2018 | 54.000      |
| 3    | Something I didn't tell you | 11 september 2016 | 832.000     | 14 augustus 2018 | 19.000      |
| 4    | Het tweede kind             | 18 september 2016 | 778.000     | 15 augustus 2018 | 14.000      |
| 5    | Verzet                      | 25 september 2016 | 868.000     | 16 augustus 2018 | 32.000      |
| 6    | Boos!                       | 2 oktober 2016    | 660.000     | 17 augustus 2018 | 34.000      |
| 7    | De hand                     | 9 oktober 2016    | 669.000     | 20 augustus 2018 | 41.000      |
| 8    | De prijs van jaloezie       | 16 oktober 2016   | 669.000     | 21 augustus 2018 | 29.000      |
| 9    | Verraad                     | 23 oktober 2016   | 521.000     | 22 augustus 2018 | 35.000      |
| 10   | The end                     | 30 oktober 2016   | 734.000     | 23 augustus 2018 | 52.000      |

## Trivia
Vlucht HS13 is een bewerking van de Turkse serie Son.
In 2017 maakte KRO-NCRV bekend dat Vlucht HS13 verkocht was aan de Britse televisiezender Channel 4, voor Channel 4's online zender.